# Apinagia ruppioides
Apinagia ruppioides là một loài thực vật có hoa trong họ Podostemaceae. Loài này được (Kunth) Tul. mô tả khoa học đầu tiên năm 1849.